# Alberto Dines
Alberto Dines, brazilski novinar, * 19. februar 1932, Rio de Janeiro, Brazilija, † 22. maj 2018.
Dines je bil eden izmed najbolj spoštovanih novinarjev v Braziliji in je bil založnik znanega časopisa Jornal do Brasil. 1970 je prejel nagrado Maria Moors Cabot, oktobra 2007 pa Austrian Holocaust Memorial Award. Bil je moderator televizijske oddaje Observatório da Imprensa na TV Brasil in oskrbovalec spletne strani.

## Biografije
- Morte no paraíso, a tragédia de Stefan Zweig Editora Nova Fronteira (1981), Editora Rocco (2004)
- Tod im Paradies. Die Tragödie des Stefan Zweig, Edition Büchergilde (2006)